# 독립선언 (회화)
독립선언(영어: Declaration of Independence)은 미국의 화가 존 트럼불의 12-by-18-피트 (3.7 by 5.5 m) 유화 작품으로, 미국 독립선언 초안이 의회에 제출되는 장면을 묘사하고 있다. 이 작품은 현재 예일 대학교 미술관에 소장된 훨씬 작은 버전의 동일한 장면을 바탕으로 했다. 트럼불은 그림 속 인물들 중 상당수를 실제 모델을 보고 그렸고, 제2차 대륙 회의가 열렸던 회의실을 묘사하기 위해 독립기념관을 방문했다. 이 캔버스에 유채 작품은 1817년에 의뢰되어 1819년에 구매되었으며, 1826년에 미국 국회의사당 원형 홀에 전시되었다.
이 그림은 때때로 독립선언문 서명을 묘사하는 것으로 잘못 설명되기도 한다. 이 그림은 5인 위원회가 독립선언문 초안을 의회에 제출하는 장면을 보여주며, 이 사건은 1776년 6월 28일에 일어났고, 주로 8월 2일에 이루어진 서명이 아니다.
이 그림에는 독립선언문 서명자 56명 중 42명이 나와 있다. 트럼불은 원래 56명 모두를 포함시키려 했으나, 모든 인물의 초상화를 구할 수 없었다. 그는 또한 서명을 거부한 존 디킨슨을 포함하여 문서에 서명하지 않은 여러 논쟁 참여자들을 묘사했다. 트럼불은 벤저민 해리슨 5세의 초상화가 없었지만, 그의 아들 벤저민 해리슨 6세가 아버지와 닮았다고 하여 대신 그를 그렸다. 마찬가지로 트럼불은 초상화가 없었던 스티븐 홉킨스를 대신하여 그의 아버지를 닮은 루퍼스 홉킨스를 그렸다. 독립선언문이 논의되고 서명되는 동안 의회 구성원이 바뀌었기 때문에, 그림에 등장하는 인물들은 동시에 같은 방에 있었던 적이 없다.

## 그림에 묘사된 역사적 인물들의 목록

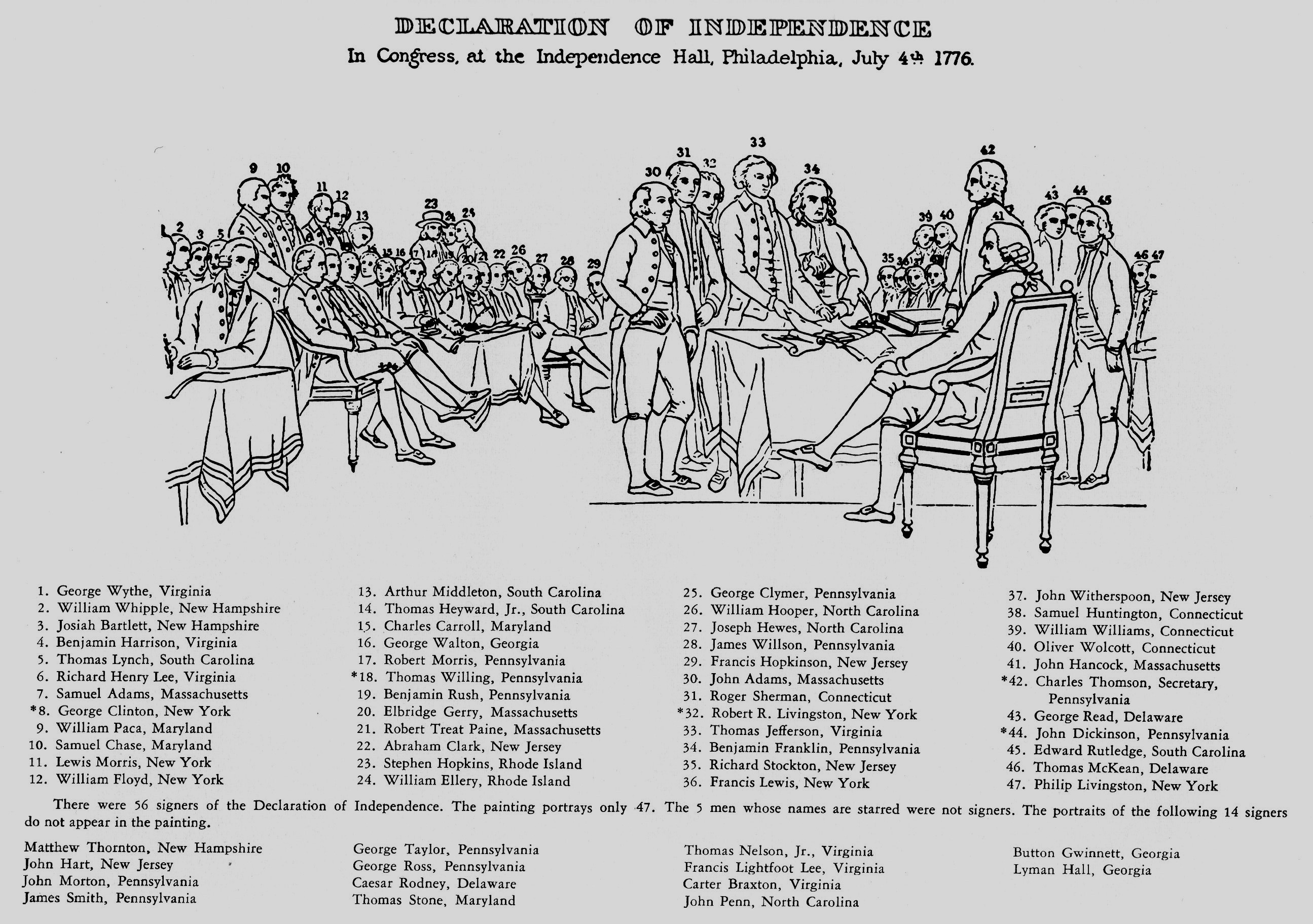
미국 정부의 그림 해설

그림 속 47인의 인물에 대한 해설은 미국 정부 발행물 "예술의 국회의사당" (이 섹션에 표시된 해설 그림에 사용된 번호)에서 사용된 번호를 따르지만, 그림에서 각 인물이 어디에 있는지에 대한 다른 (바라건대 더 명확한) 설명을 제공하므로 번호가 완전히 순서대로 되어 있지 않다.
인물 해설 (각 그룹에서 왼쪽에서 오른쪽으로 나열):
왼쪽 끝에 앉아 있는 네 명의 남자:
- 1. 조지 와이스
- 2. 윌리엄 휘플
- 3. 조시아 바틀렛
- 5. 토머스 린치 주니어

왼쪽 테이블에 앉아 있는 남자:
- 4. 벤저민 해리슨

해리슨의 오른쪽에 함께 앉아 있고 서 있는 인물들 앞에 있는 남자들:
- 6. 리처드 헨리 리
- 7. 새뮤얼 애덤스
- 8. 조지 클린턴

왼쪽에 함께 서 있는 다섯 인물:
- 9. 윌리엄 파카
- 10. 새뮤얼 체이스
- 11. 루이스 모리스
- 12. 윌리엄 플로이드
- 13. 아서 미들턴

두 그룹의 서 있는 인물들 사이에 뒤쪽에 앉아 있는 세 인물:
- 14. 토머스 헤이워드 주니어
- 15. 찰스 캐롤
- 16. 조지 월턴

뒤쪽에 함께 서 있는 세 인물:
- 23. 스티븐 홉킨스 (모자를 쓰고 있음)
- 24. 윌리엄 엘러리
- 25. 조지 클라이머

앉아 있는 열 인물:
- 17. 로버트 모리스 (테이블의 왼쪽 첫 번째)
- 18. 토머스 윌링
- 19. 벤저민 러시
- 20. 엘브리지 게리
- 21. 로버트 트리트 페인
- 22. 아브라함 클라크
- 26. 윌리엄 후퍼
- 27. 조셉 휴스
- 28. 제임스 윌슨
- 29. 프랜시스 홉킨슨

앞에 서 있는 다섯 인물 (5인 위원회):
- 30. 존 애덤스
- 31. 로저 셔먼
- 32. 로버트 리빙스턴
- 33. 토머스 제퍼슨
- 34. 벤저민 프랭클린

방의 오른쪽 구석 근처에 함께 앉아 있는 네 배경 인물:
- 35. 리처드 스톡턴 (대륙 회의 의원)
- 36. 프랜시스 루이스
- 37. 존 위더스푼
- 38. 새뮤얼 헌팅턴 (코네티컷 정치인)

방의 오른쪽 구석에 서 있는 두 인물:
- 39. 윌리엄 윌리엄스 (코네티컷 정치인)
- 40. 올리버 월콧

중앙 테이블의 두 전경 인물:
- 42. 찰스 톰슨 (서 있음)
- 41. 존 핸콕 (앉아 있음)

오른쪽에 서 있는 세 인물:
- 43. 조지 리드 (미국의 정치인)
- 44. 존 디킨슨
- 45. 에드워드 루트리지

오른쪽 끝에 앉아 있는 두 인물:
- 46. 토머스 매킨
- 47. 필립 리빙스턴

(참고:  - 최종 독립선언문에 서명하지 않았으나 그림에 묘사됨. 찰스 톰슨은 초기 던랩 광인쇄물에 독립선언문을 증명한 두 명의 회원 중 한 명으로 이름이 언급되었으며, 많은 역사가들은 그가 분실된 원본 문서에 서명했다고 믿는다. 클린턴은 독립선언문 서명 당시 참석하지 않았다.)

## 그려지지 않은 서명자들
그림에 나타나지 않은 독립선언문 서명자는 14명이었다.
- 매슈 손턴 (뉴햄프셔주)
- 존 하트 (뉴저지 정치인) (뉴저지주)
- 존 모턴 (미국 정치인) (펜실베이니아주)
- 제임스 스미스 (대륙 회의 대표) (펜실베이니아주)
- 조지 테일러 (펜실베이니아 정치인) (펜실베이니아주)

조지 로스 (대륙 회의 대표) (펜실베이니아주)
- 시저 로드니 (델라웨어주)
- 토머스 스톤 (메릴랜드주)
- 토머스 넬슨 주니어 (버지니아주)
- 프랜시스 라이트풋 리 (버지니아주)
- 카터 브랙스턴 (버지니아주)
- 존 펜 (대륙 회의 대표) (노스캐롤라이나주)
- 버튼 그위넷 (조지아주)
- 라이먼 홀 (조지아주)

## 미국 화폐 및 우표에 나타난 모습

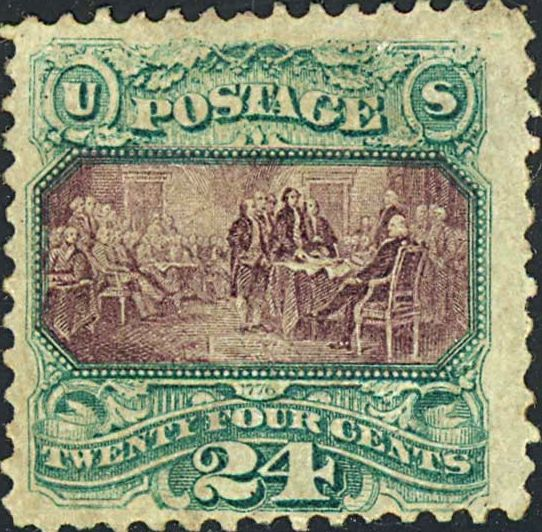
이 그림은 1869년 미국 24센트 보통우표에 실렸다.

트럼불의 독립선언 서명 장면 그림은 미국 화폐와 우표에 여러 차례 묘사되었다. 이 그림은 1863년에 발행된 100달러 국립은행권의 뒷면에 처음 사용되었다. 이 묘사는 프레데릭 거쉬가 아메리칸 뱅크 노트 컴퍼니에서 인그레이빙했다. 동일한 강철 인그레이빙은 6년 후 1869년 도안 발행의 일부로 발행된 24센트 우표에도 사용되었다.
트럼불의 그림은 현재 2달러 지폐의 뒷면에 묘사되어 있다. 이 그림에는 트럼불의 그림 속 47명의 인물 중 40명이 등장한다. 장면에서 제외된 인물들은 다음과 같다: 가장 왼쪽에 있는 네 인물 — 조지 와이스, 윌리엄 휘플, 조시아 바틀렛, 토머스 린치 주니어; 가장 오른쪽에 있는 두 인물 — 토머스 매킨, 필립 리빙스턴; 왼쪽 뒤에 앉아 있는 세 인물 중 한 명 — 조지 월턴. 또한, 두 명의 정체불명의 인물이 추가되었다: 새뮤얼 체이스와 루이스 모리스 사이에 한 명, 제임스 윌슨과 프랜시스 홉킨슨 사이에 한 명, 이로써 이 발표 장면에 나타난 총 인물 수는 42명이 되었다.

## 다른 버전들

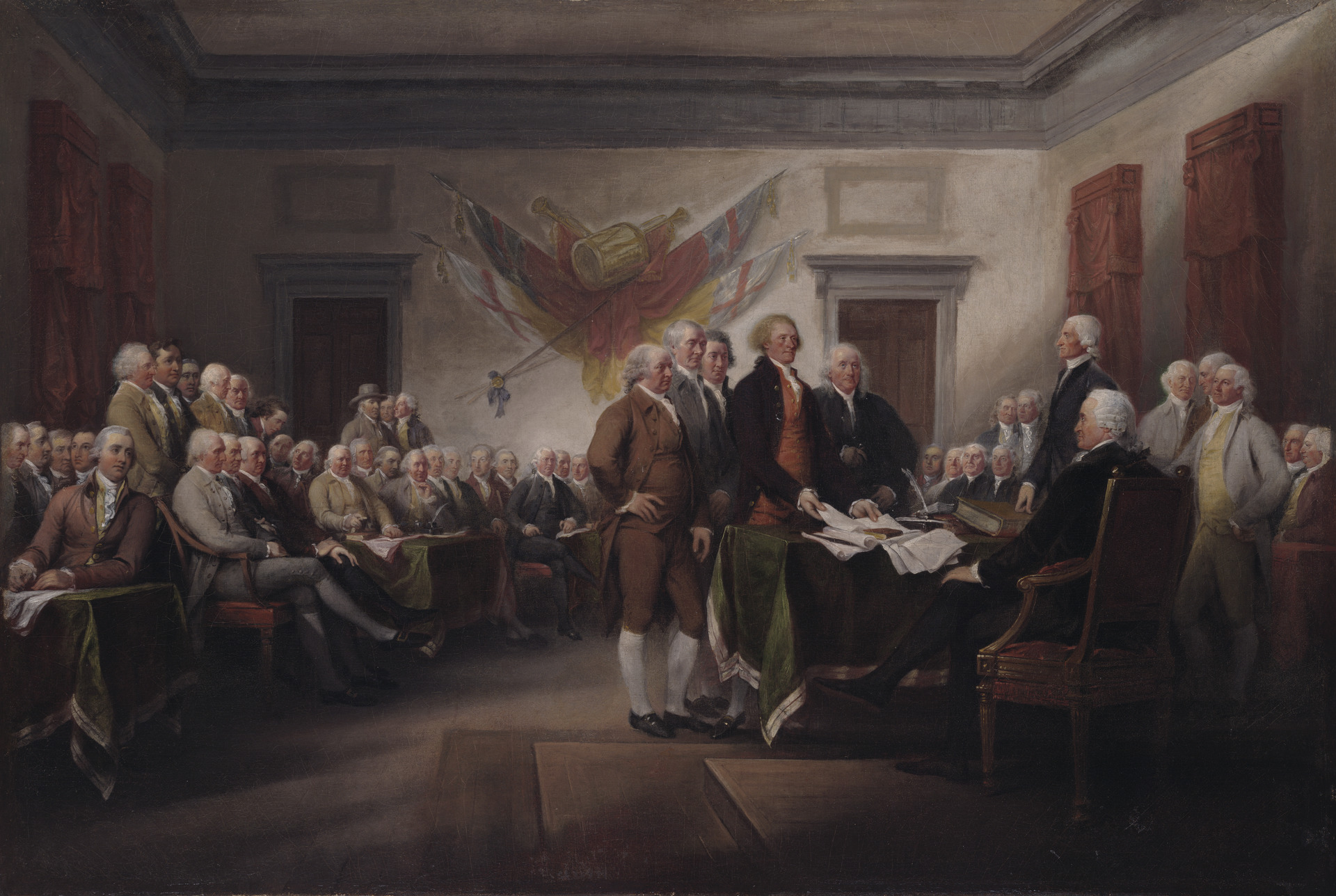
독립선언, 1776년 7월 4일, 존 트럼불, (1786–1820), 예일 대학교 미술관

트럼불은 더 작은 버전 (단 20.875 by 31 인치 (53.02 cm × 78.74 cm))인 "독립선언, 1776년 7월 4일 (1786–1820)"을 그렸으며, 이 작품은 현재 뉴헤이븐의 예일 대학교 미술관에 전시되어 있다.

## 유산과 해석
2017년, Ancestry.com은 트럼불의 그림에 묘사된 인물들의 살아있는 후손 29명과 함께 "독립선언 후손"이라는 광고 캠페인의 일환으로 그림을 재현했다. 이 캠페인에는 두 편의 짧은 영상이 포함되어 있으며 디지털 및 소셜 미디어 플랫폼에서 진행되었다. 토머스 제퍼슨의 후손인 섀넌 라니어는 다음과 같이 말했다: "새로운 그림, 새로운 이미지를 보면 다양한 사람들이 보입니다. 흑인, 백인, 히스패닉, 아메리카 원주민 — 모든 것이 조금씩 섞여 있죠 — 아시아인도요. 그것은 이 나라를 더 잘 나타냅니다."
2008년 HBO 미니시리즈 존 애덤스의 마지막 장면 중 하나에서 화가 존 트럼불은 노년의 존 애덤스에게 자신의 거대한 벽화를 보여주며 승인을 받으려 한다. 그림을 응시하던 애덤스는 "그들은 모두 죽었어... 나랑 제퍼슨만 빼고."라고 말한다. 그리고 그는 트럼불에게 작품에 대한 불만을 표한다. 이는 예술적 자유와 역사적 정확성 사이의 차이에 대해 두 사람 간의 짧은 논쟁으로 이어진다. 이 장면 자체는 완전히 허구이지만, 과거의 허구화에 대한 경고 역할을 하며 애덤스는 "이것은 매우 나쁜 역사다"라고 말한다.
그림에서 토머스 제퍼슨이 존 애덤스의 신발을 밟고 있는 것처럼 보이지만, 많은 이들은 이를 그들의 우호적인 경쟁 관계를 상징한다고 생각했다. 그러나 자세히 살펴보면 그들의 발이 단순히 가까이 있는 것임을 알 수 있다. 이 그림의 부분은 2달러 지폐 버전에서 올바르게 묘사되었다.
가장 먼 벽에는 트럼펫, 드럼, 그리고 연대 깃발이 전시되어 있는데, 이는 영국 연대로부터 노획한 것이다. 이 장면은 모든 버전에서 묘사되지는 않으며, 특히 2달러 지폐에서 볼 수 있는 버전에서는 묘사되지 않는다.

## 같이 보기
- 의회의 독립 투표, 로버트 에지 파인의 유사한 그림, 1784-1788
- 독립선언 기념비, 보스턴 코먼
- 미국 헌법 서명식 장면 – 하워드 챈들러 크리스티가 1940년에 그린, 1787년 제헌 회의 구성원들을 묘사한 그림.
- 미국 건국의 아버지
- 싱크 잉크 스탠드, 그림에 묘사됨